# Gösta Frändfors
Gösta Valdemar Frändfors, wcześniej Gösta Jönsson (ur. 25 listopada 1915 w Sztokholmie, zm. 8 sierpnia 1973 w Huddinge) – szwedzki zapaśnik. Dwukrotny medalista olimpijski.
Walczył w obu stylach, olimpijskie medale zdobywał jednak w stylu wolnym – brązowy w Berlinie w 1948 oraz srebrny w Londynie 12 lat później. W stylu klasycznym zdobył tytuł mistrza Europy w 1947 i w tym samym roku został uhonorowany nagrodą Svenska Dagbladets guldmedalj.

## Starty olimpijskie
Berlin 1936
- styl wolny do 61 kg – brąz

Londyn 1948
- styl wolny do 67 kg – srebro